# Phalascusa aequalis
Phalascusa aequalis är en insektsart som beskrevs av Banks 1938. Phalascusa aequalis ingår i släktet Phalascusa och familjen fjärilsländor. Inga underarter finns listade i Catalogue of Life.